# نهر نيهاوي
نهر نيهاوي هو نهر يقع في كاليدونيا الجديدة. تبلغ مساحته 229 كيلومترًا مربعًا. 

## أنظر أيضا
- قائمة أنهار كاليدونيا الجديدة